# 寒戸の婆

鳥取県境港市・水木しげるロードに設置されている「寒戸の婆」のブロンズ像。

寒戸の婆（さむとのばば）は、民俗学者・柳田國男の著書『遠野物語』にある日本の伝説の一つ。神隠しにまつわる伝説の中でも特に知られたもの。

## 伝説
岩手県上閉伊郡松崎村（現：遠野市）の寒戸にいた娘がある日、木の下に草履を残して消息を絶った。
その30年後、親戚たちが集まっているところへ、その娘がすっかり老いさらばえた姿で帰ってきた。事情を尋ねる親戚たちに対し、娘はみんなに逢いたくて帰って来たものの、山に帰らなければならないと言って去って行った。その日は風が強かったので、遠野ではそれ以来、強風の日は「寒戸の婆が帰ってきそうな日だ」といわれたという。

## 解説
この話は『遠野物語』のほかの話と同様、民話収集家の佐々木喜善の集めた話を柳田國男が編纂したものだが、遠野には寒戸という地名は存在しない。佐々木は自著書『東奥異聞』に、これと同様の話を以下のように記述している。
松崎村のノボトの茂助という家の娘が、梨の木の下に草履を残して消息を絶った。何年か経った嵐の日に娘が帰ってきたが、その姿は山姥のように奇怪な老婆に成り果てていた。老婆はその夜は村に一泊したのみだが、それから毎年やって来て、そのたびに暴風雨が起きた。村人たちは困り果て、老婆が来ないように巫女や山伏に頼み、村境を封じる石塔を建てたことで、老婆は来なくなったという。
「登戸（のぼと）」という地名は松崎村に実在することから、こちらの佐々木の話が原話であり、「寒戸」は「登戸」の誤記、または柳田の聞き間違いとの指摘があるが、「のぼと」と「さむと」の聞き間違いや、「寒」を「登」と誤植する可能性は低く、さらに佐々木の話では老婆がその後も何度も村を訪れたなどの差異が認められることから、柳田が意図的に話を改変したものと見る向きもある。また、登戸のある旧家では、明治初期に茂助という当主の娘が消息を絶ち、数十年後に山姥のような姿に成り果てて村に現れたと伝えられており、これが伝説のモデルともいわれる。
この伝説は現地では「モンスケ婆」などと呼ばれて恐れられ、強風の日にはモンスケ婆が村に姿を現すといわれたり、上閉伊郡土淵村（現・遠野市）では泣き喚く子供を「モンスケ婆様来るぞ」と言って叱りつけたりもしていた。しかし『遠野物語』が有名になり、『遠野物語』の多くの語り手が「寒戸の婆」を語ることで、「登戸の婆」が「寒戸の婆」の名で、遠野の伝承として定着する結果となっている。
なお伝承を示す史跡は現地には特になく、遠野市松崎町の登戸橋付近に伝説内容を記した案内碑が建てられているのみである。